# Legio XX Valeria Victrix
Legio vigesima Valeria Victrix ou Legio XX Valeria Victrix ("Vigésima legião vitoriosa valeriana") foi uma legião do exército imperial romano, fundada provavelmente pouco depois de 31 a.C. pelo imperador Augusto. Ela serviu na Hispânia, Ilírico e Germânia antes de participar da conquista romana da Britânia (43), onde permaneceu ativa pelo menos até o início do século IV. Seu emblema era o javali e sua base era em Deva Vitoriosa, a moderna cidade de Chester, na Inglaterra.
É possível que ela tenha ganho seu cognome "Valeria Victrix" depois de uma vitória na Grande Revolta Ilíria (6–9) sob o comando de Marco Valério Messala Messalino.

## História

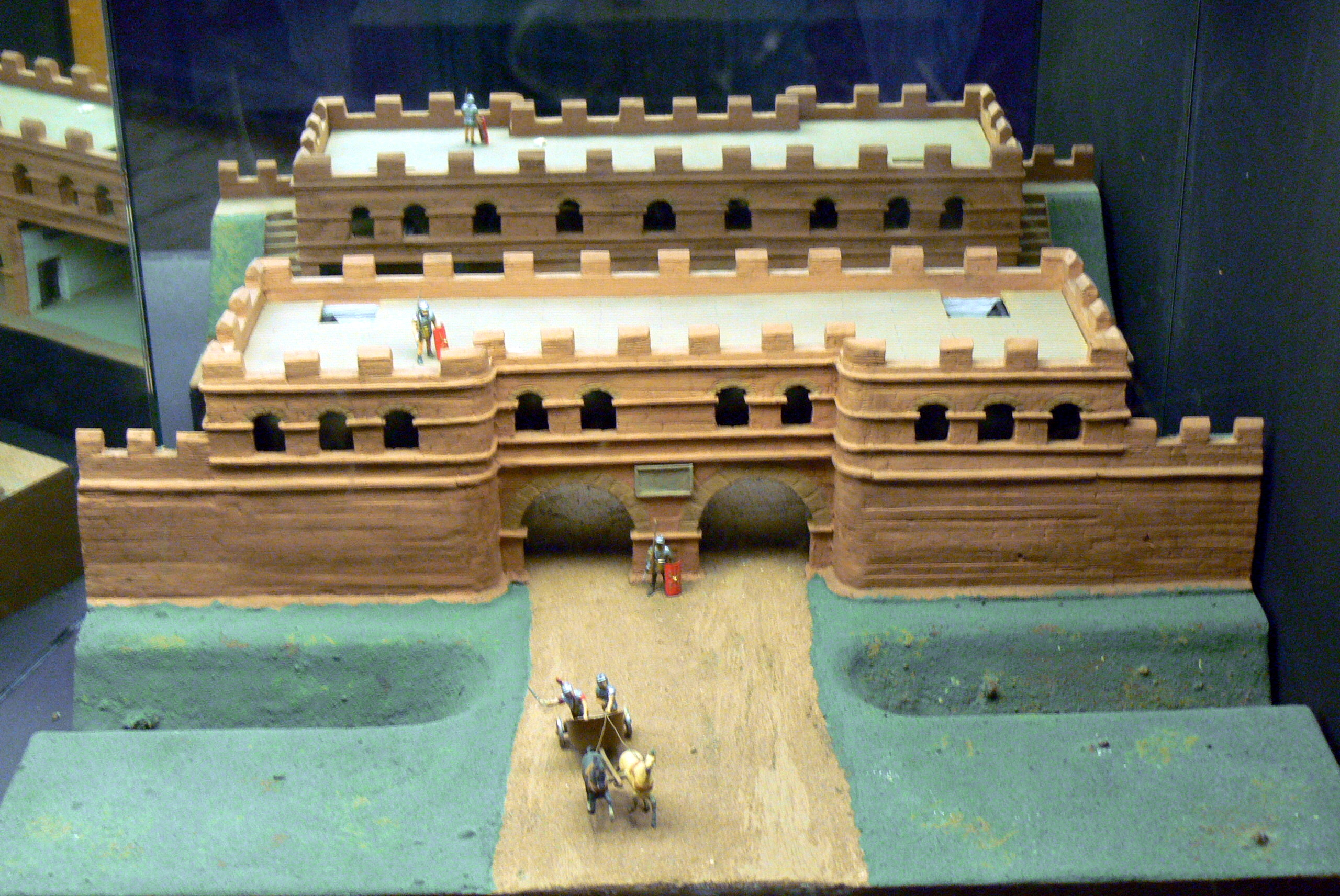
Modelo de Deva Vitoriosa (moderna Chester, Inglaterra), sede da Legio XX Victoria Victrix por dois séculos

A XX Valeria Victrix provavelmente fez parte do grande exército romano que lutou nas Guerras Cantábricas, na Hispânia, entre 25 e 19 a.C. Depois disso, ela se mudou para Ilírico e aparece como parte do exército de Tibério que lutou contra os marcomanos em 6 d.C. De lá, a vigésima foi mobilizada para combater a Revolta Panônia (6–9). Na Ilíria, foi comandada pelo governador de Ilírico, Marco Valério Messala Messalino, que pode ter passado à legião o nome de sua gente ("Valeria"). Apesar de desfalcada, derrotou os rebeldes liderados por Bato, dos desitiates, nesta época.
Após o desastre de Públio Quintílio Varo na Batalha da Floresta de Teutoburgo (9), a XX Valeria Victrix se mudou para a Germânia Inferior e acampou em Ópido dos Úbios (Colônia), depois, na época de Tibério, em Novésio (Neuss).
A vigésima foi uma das quatro utilizadas por Cláudio em sua invasão da Britânia em 43. Foi também uma das duas que derrotaram Carataco na Batalha de Caer Caradoc (50), depois da qual passou a ter como base a cidade de Camuloduno, com umas poucas unidades (coortes) e uma guarnição em Wroxeter. Em 60/1, a vigésima sufocou a revolta da rainha Boudica depois de ter esmagado os ordovicos ao cruzar o Estreito de Menai, em Gales, para destruir os bosques sagrados dos druidas em 58.
A partir daí, a XX Valeria Victrix mudou-se para Deva Victrix.
No ano dos quatro imperadores (69), aliou-se a Vitélio e algumas coortes seguiram com ele até Roma. Entre 78 e 84, participou das campanhas de Cneu Júlio Agrícola no norte da Britânia e na Caledônia (Escócia), baseando-se em Castro Pinata (Inchtuthil, Escócia). Em 88, voltou para o sul e ocupou Castra Devena (Deva Victrix), onde permaneceu por pelo menos mais dois séculos. A vigésima estava entre as legiões envolvidas na construção da Muralha de Adriano e a descoberta de altares de pedra comemorando suas obras na Caledônia sugere que ela teria tido o mesmo papel em relação à Muralha de Antonino.
Durante a Revolta Carausiana (décadas de 280 e 290) de Caráusio e Aleto, que criou o breve Império da Britânia, a XX Valeria Victrix ainda estava ativa. Depois disto, não há mais informação nenhuma sobre a vigésima, mas os estudiosos acreditam que ela ainda estava na Britânia quando o usurpador Constantino III (407) levou a grande maioria das forças romanas na região para sua mal-fadada campanha no continente, o que resultou no abandono da Britânia.
Muito se sabe sobre esta legião por causa dos mais de 250 membros conhecidos através de inscrições.